# Concursul de dans Eurovision 2007
Concursul de dans Eurovision 2007 a fost prima ediție a Concursului de dans Eurovision și a avut la Londra, găzduită de BBC. 
Prima ediție a concursului internațional de dans, Eurovision Dance, s-a desfășurat la Londra fiind organizată si gazduită de BBC. Marii câștigători au fost Jussi Väänänen & Katja Koukkula din Finlanda. Podiumul a fost completat de Ucraina și Irlanda care s-au situat pe locul 2, respectiv 3. Pe ultimul loc primind binecunoscutul calificativ 0 puncte s-a situat Elveția.
După eveniment, BBC a fost aspru criticat de către presa de la Londra pentru proasta organizare. Cântărețul de origine spaniolă, Enrique Iglesias, a cântat în timpul actului de votare al concursului. Fiecare țară a fost reprezentată de o pereche mixtă, fiind nevoită să prezinte 2 dansuri, unul la alegere liberă și unul în care să se folosească tradiții din țara respectivă. Show-ul a fost prezentat de Graham Norton și Claudia Winkleman.

## Participanți
| #  | Țară          | Dansatori                                     | Stiluri de dans                           | Locul | Puncte |
| -- | ------------- | --------------------------------------------- | ----------------------------------------- | ----- | ------ |
| 1  | Elveția       | Denise Biellmann & Sven Ninnemann             | Paso Doble și Swing                       | 16    | 0      |
| 2  | Rusia         | Mariya Sittel & Vladislav Borodinov           | Rumba și Paso Doble                       | 7     | 72     |
| 3  | Țările de Jos | Alexandra Matteman & Redmond Valk             | Cha-Cha-Cha și Rumba                      | 12    | 34     |
| 4  | Regatul Unit  | Camilla Dallerup & Brendan Cole               | Rumba și Freestyle                        | 15    | 18     |
| 5  | Austria       | Kelly Kainz & Andy Kainz                      | Jive și Paso Doble                        | 6     | 74     |
| 6  | Germania      | Wolke Hegenbarth & Oliver Seefeldt            | Samba și Freestyle                        | 8     | 59     |
| 7  | Grecia        | Ourania Kolliou & Spiros Pavlidis             | Jive și Sirtaki                           | 13    | 31     |
| 8  | Lituania      | Gabrielė Valiukaitė & Gintaras Svistunavičius | Paso Doble și Dans tradioțional lituanian | 11    | 35     |
| 9  | Spania        | Amagoya Benlloch & Abraham Martinez           | Cha-Cha-Cha și Paso Doble                 | 9     | 38     |
| 10 | Irlanda       | Nicola Byrne & Mick Donegan                   | Jive și Fandango                          | 3     | 95     |
| 11 | Polonia       | Katarzyna Cichopek & Marcin Hakiel            | Cha-Cha-Cha și Showdance                  | 4     | 84     |
| 12 | Danemarca     | Mette Skou Elkjær & David Jørgensen           | Rumba și Showdance                        | 10    | 38     |
| 13 | Portugalia    | Sónia Araújo & Ricardo Silva                  | Jive și Tango                             | 5     | 74     |
| 14 | Ucraina       | Yulia Okropiridze & Illya Sydorenko           | Quickstep și Showdance                    | 2     | 121    |
| 15 | Suedia        | Cecilia Ehrling & Martin Lidberg              | Paso Doble și Disco Fusion                | 14    | 23     |
| 16 | Finlanda      | Jussi Väänänen & Katja Koukkula               | Rumba și Paso Doble                       | 1     | 132    |

## Detalii
Grecia a fost singura țară care a folosit un juriu pentru acordarea punctelor, din cauza incendiilor de pădure ce au loc în țară.
|                                 |              | Votanți  |          |        |         |          |               |         |            |       |        |        |         |         |              |    |    |
| Austria                         | Danemarca    | Finlanda | Germania | Grecia | Irlanda | Lituania | Țările de Jos | Polonia | Portugalia | Rusia | Spania | Suedia | Elveția | Ucraina | Regatul Unit |    |    |
| *                               | Austria      | X        | 8        | 7      | 10      | 2        | 4             | 3       | 5          | 6     | 5      | 3      | 3       | 4       | 7            | 5  | 2  |
| *                               | Danemarca    | 1        | X        | 4      | 1       | 6        | 3             | 7       | -          | -     | 4      | -      | 2       | 8       | -            | 2  | -  |
| *                               | Finlanda     | 12       | 10       | X      | 4       | 10       | 8             | 10      | 12         | 8     | 10     | 7      | 10      | 12      | 8            | 7  | 4  |
| *                               | Germania     | 10       | 7        | -      | X       | -        | -             | -       | 6          | 5     | 6      | 5      | 7       | 2       | 10           | 1  | -  |
| *                               | Grecia       | 4        | 1        | -      | 5       | X        | -             | 4       | 1          | 2     | 2      | 4      | -       | 1       | 2            | -  | 5  |
| *                               | Irlanda      | 6        | 12       | 6      | 3       | 1        | X             | 8       | 7          | 10    | 3      | 10     | 5       | 7       | 1            | 8  | 8  |
| *                               | Lituania     | -        | -        | 1      | -       | 4        | 12            | X       | -          | 1     | 1      | 1      | -       | 3       | -            | 6  | 6  |
| *                               | Olanda       | 7        | -        | 3      | 2       | 12       | 2             | -       | X          | 3     | -      | -      | -       | -       | 5            | -  | -  |
| *                               | Polonia      | 8        | 4        | -      | 12      | -        | 10            | 1       | 4          | X     | -      | 8      | 6       | 10      | 4            | 10 | 7  |
| *                               | Portugalia   | 2        | 2        | 2      | 8       | 8        | -             | 2       | 8          | -     | X      | 6      | 12      | 6       | 12           | 3  | 3  |
| *                               | Rusia        | 3        | -        | 10     | 7       | -        | 5             | 6       | 3          | 4     | 8      | X      | 4       | -       | -            | 12 | 10 |
| *                               | Spania       | -        | -        | 5      | -       | 7        | -             | -       | 2          | -     | 12     | 2      | X       | -       | 6            | 4  | -  |
| *                               | Suedia       | -        | 5        | 8      | -       | -        | 1             | -       | -          | 7     | -      | -      | 1       | X       | -            | -  | 1  |
| *                               | Elveția      | -        | -        | -      | -       | -        | -             | -       | -          | -     | -      | -      | -       | -       | X            | -  | -  |
| *                               | Ucraina      | 5        | 6        | 12     | 6       | 5        | 6             | 12      | 10         | 12    | 7      | 12     | 8       | 5       | 3            | X  | 12 |
| *                               | Regatul Unit | -        | 3        | -      | -       | 3        | 7             | 5       | -          | -     | -      | -      | -       | -       | -            | -  | X  |
| Tabelul este ordonat alfabetic. |              |          |          |        |         |          |               |         |            |       |        |        |         |         |              |    |    |

## Hartă
Cele 16 țări participante la concurs au fost: Austria, Danemarca, Elveția, Finlanda, Germania, Grecia, Irlanda, Lituania, Olanda, Polonia, Portugalia, Regatul Unit, Rusia, Spania, Suedia și Ucraina. Televiziunea națională a Croației, HRT, s-a arătat interesată de concurs, dar a renunțaț din cauza taxelor. Ca și în țările participante, concursul a fost televizat live și în Albania, Armenia, Belarus, Bosnia și Herțegovina, Cipru, Islanda, Israel și Macedonia.

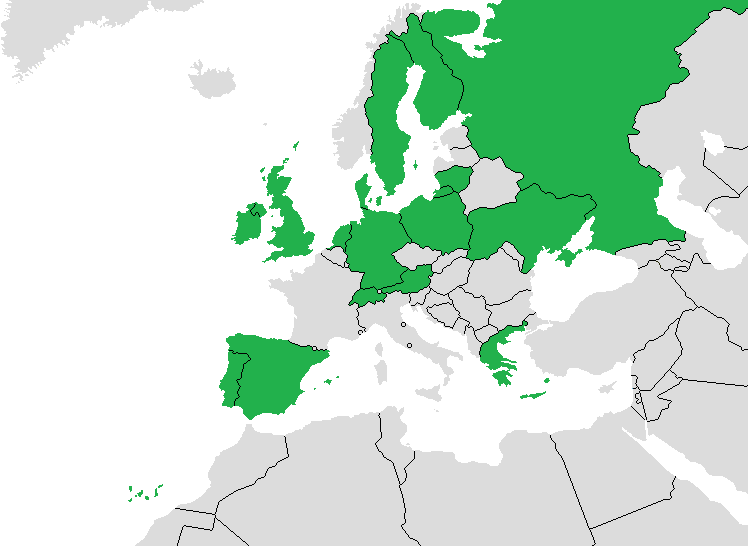
     Ţările participante